# Александріна (озеро, Австралія)
Александріна (англ. Lake Alexandrina) — озеро в Південній Австралії, що прилягає до узбережжя Великої Австралійської затоки, яка є частиною Індійського океану.

## Назва
Озеро отримало назву на честь принцеси Александріни, племінниці Вільгельма IV. Коли принцеса зійшла на престол і стала королевою Вікторією, то з'явилася ідея перейменувати озеро Александріна на озеро Вікторія. Але ця ідея була відкинута через те, що на честь королеви Вікторії було вже й так названо занадто багато географічних об'єктів.

## Опис

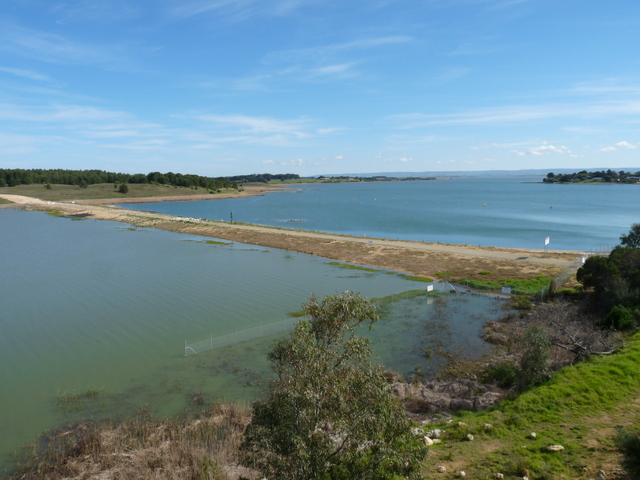
Регулятор біля Гулви

Озеро Александріна розкинулось на північ від затоки Енкантер, і на схід від півострова Флоро. В озеро Александріна впадають річки Муррей, Бремер, Ангас і Фінніс. Всі річки впадають зі східної сторони озера. Озеро мілке й містить ряд островів біля південного краю.
Неподалік від Гулви розташований канал Муррей-Рот, через який озеро з'єднане з Великою Австралійською затокою. Але коли течія річки слабка, то вхід часто блокується піщаною косою. Дуже часто в канал через штормові хвилі потрапляє морська вода, тому на островах озера ведуться роботи з фільтрації вод.
Хоча озеро пов'язане з океаном, водні потоки змішуються дуже мало. Понад 95 % площі озера зберігається завдяки нормальному притоку річки Муррей. Солона вода з океану призводить до відносно невеликих змішувань прісної й солоної води. Острів Хіндмарш, як вважають деякі вчені, це найбільший острів у світі, що оточений солоною водою з одного боку й прісною водою з іншого. Також озеро Александріна пов'язане вузьким каналом з озером Альберт на південному сході.

## Історія
Згідно з міфологією австралійських аборигенів, в озері живе істота, яка називається Muldjewangk.
Едвард Вілсон, який відвідав озеро на початку 1850-х описав його таким чином:
|  | Озеро Александріна є найкращою прісноводної поверхнею, яку я коли-небудь бачив. Справді, воно виглядало настільки грізно, коли дув свіжий вітер, створюючи брижі, достатні для того, щоб викликати морську хворобу, що я не міг повірити в його прісноводність. Однак це факт. Воно простягнулося на сорок чи п'ятдесят миль у довжину і дванадцять чи п'ятнадцять миль у ширину, і берега навколо нього розчиняються вдалині, поки їх не перестає бути видно - такі враження зазвичай асоціюються у нас лише з морською водою. Майже повністю живиться Мурреєм і зберігає на собі мутний відтінок, про який я говорив, і це, на жаль, применшує прекрасне в усьому іншому враження від цієї чудової водної поверхні. Оригінальний текст (англ.) Lake Alexandrina is the finest sheet of fresh water I ever saw. Indeed so formidable did it look, with a stiff wind blowing up quite a sufficient swell to make one seasick, that I could scarcely believe it to be fresh. Such is the fact however. It is forty or fifty miles long by twelve or fifteen wide and the shores around it receded into the dim distance until they become invisible, in the way which we are accustomed only with ideas of salt water. Supplied almost entirely by the Murray, the whole lake retains the muddy tinge of which I have spoken, and this sadly detracts from the otherwise beautiful appearances of this magnificent sheet of water. |

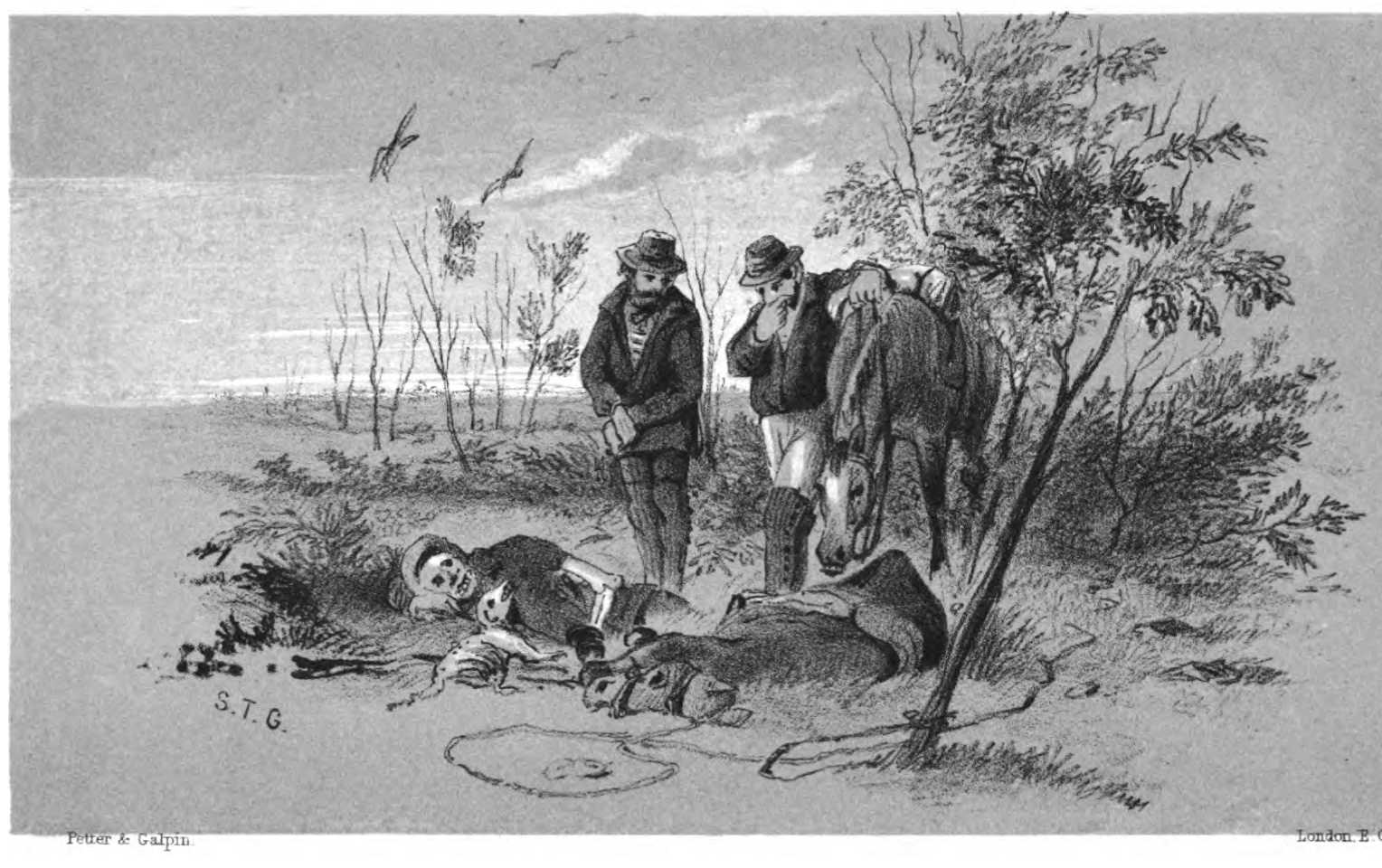
Знайдений бушмен

2008 року рівень води в озері Александріна і в озері Альберт став настільки низьким, що з'явилася небезпека формування значної кількості ґрунтів з кислотними сульфатами. Ґрунт на дні озера виявився багатим на сульфіди заліза. При контакті з повітрям, наприклад в період сильної посухи, сульфіди окислюються й утворюється сульфатна кислота. Гребля Гулва обмежує приплив морської води, яка протидіяла цьому явищу в усі посушливі періоди від часу останнього льодовикового періоду. Гребля побудована поряд з островом Поманда, щоб захистити знизити рівень солоності в озері й пониззі річки Муррей, а також стабілізувати рівень води в річці.

## Довкілля
В озері живуть черепахи, а уздовж берегової лінії водяться ящірки та змії. З комах зустрічаються бабки й метелики, а також велика кількість жуків (твердокрилих). В озері живе велика кількість прісноводної риби, включаючи завезених сюди європейських коропів. Ґрунт навколо озера містить мало органічного вуглецю, хоча можна вирощувати хороший ячмінь і овочеві культури.

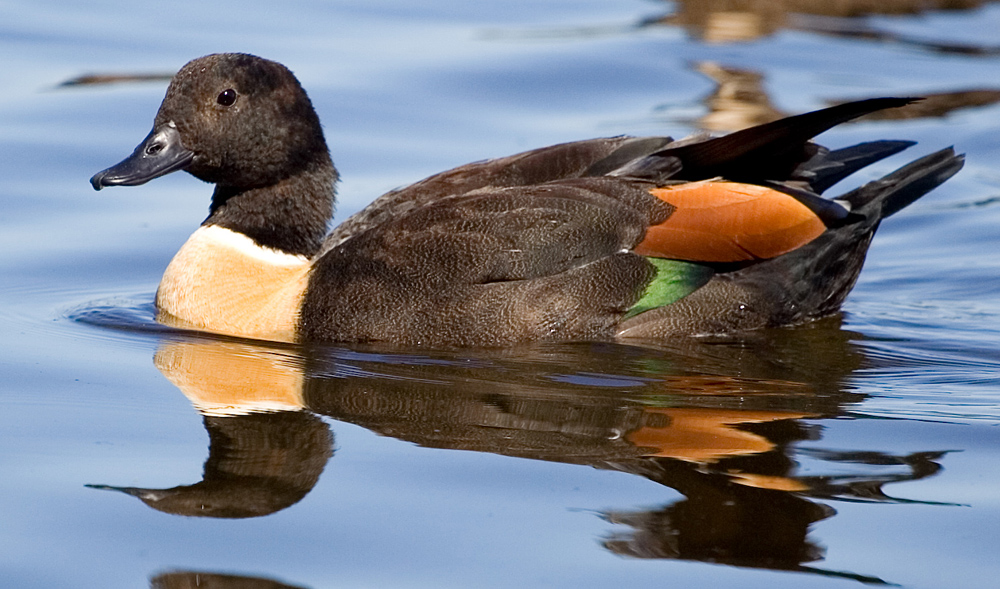
У районі озера водяться австралійські галагази

### Птахи
На озері проживає багато видів водоплавних птахів, включаючи куликів, які мігрували, або куликів, які розмножуються в північній Азії та на Алясці. В озері також мешкають папужка травяний золоточеревий, зникаючий австралійський бугай, вразливий австралійський крячок, а також більш як 1 % світової популяції курячого гусака, австралійського галагаза, великого баклана і Calidris acuminata.